# Q-invariante Verteilungsklasse
Eine Q-invariante Verteilungsklasse ist eine spezielle Verteilungsklasse in der mathematischen Statistik, die sich dadurch auszeichnet, dass die in ihr enthaltenen Wahrscheinlichkeitsmaße abgeschlossen sind bezüglich der Bildung von gewissen Bildmaßen. Spezialfall einer Q-invarianten Verteilungsklasse sind die Lokationsklassen und die Skalenfamilien.
Anwendung finden Q-invariante Verteilungsklassen beispielsweise bei der Untersuchung von äquivarianten Schätzern.

## Definition
Sei {\displaystyle {\mathcal {Q}}} eine Gruppe (bezüglich der Verkettung von Funktionen {\displaystyle \circ }) von messbaren Funktionen von {\displaystyle (X,{\mathcal {A}})} nach {\displaystyle (X,{\mathcal {A}})}.
Sei {\displaystyle {\mathcal {P}}_{\mathcal {Q}}} eine Menge von Wahrscheinlichkeitsmaßen auf {\displaystyle (X,{\mathcal {A}})} und {\displaystyle P^{f}} das Bildmaß des Wahrscheinlichkeitsmaßes {\displaystyle P} unter der Funktion {\displaystyle f}.
Dann heißt {\displaystyle {\mathcal {P}}_{\mathcal {Q}}} eine Q-invariante Verteilungsklasse, wenn für jedes {\displaystyle P\in {\mathcal {P}}_{\mathcal {Q}}} und jedes {\displaystyle q\in {\mathcal {Q}}} gilt, dass
{\displaystyle P^{q}\in {\mathcal {P}}_{\mathcal {Q}}}
ist.

## Beispiele

### Lokationsklassen
Wählt man {\displaystyle (X,{\mathcal {A}})=(\mathbb {R} ,{\mathcal {B}}(\mathbb {R} ))} und als Gruppe die Gruppe der Translationen auf {\displaystyle \mathbb {R} }, also
{\displaystyle T_{\vartheta }(x):=x-\vartheta {\text{ und }}{\mathcal {Q}}:=\{T_{\vartheta }\,|\,\vartheta \in \mathbb {R} \}},
so wäre eine Lokationsklasse eine Q-invariante Verteilungsklasse, denn die Lokationsklassen entstehen genau aus der Verschiebung eines Wahrscheinlichkeitsmaßes entlang der x-Achse.
Umgekehrt ist aber nicht jede Q-invariante Verteilungsklasse mit dem oben definierten {\displaystyle {\mathcal {Q}}} eine Lokationsklasse. Die Q-invariante Verteilungsklasse könnte beispielsweise aus zwei oder mehr unterschiedlichen Wahrscheinlichkeitsverteilungen durch Verschiebung hervorgegangen sein, was bei Lokationsklassen nicht möglich ist, denn diese sind immer Verschiebungen eines Maßes. Vereinigungen Q-invarianter Verteilungsklassen sind offenbar wieder Q-invariant, für Lokationsklassen gilt das nicht.

### Skalenfamilien
Wählt man {\displaystyle (X,{\mathcal {A}})=(\mathbb {R} _{+}^{n},{\mathcal {B}}(\mathbb {R} _{+}^{n}))}, aber als Gruppe die Gruppe der Multiplikationen mit {\displaystyle \vartheta \in (0,\infty )}, also
{\displaystyle S_{\vartheta }(x):=\vartheta \cdot x{\text{ und }}{\mathcal {Q}}:=\{S_{\vartheta }\,|\,\vartheta \in (0,\infty )\}},
dann ist für ein vorgegebenes Wahrscheinlichkeitsmaß {\displaystyle P} auf {\displaystyle (\mathbb {R} _{+}^{n},{\mathcal {B}}(\mathbb {R} _{+}^{n}))} die Menge
{\displaystyle {\mathcal {P}}_{\mathcal {Q}}:=\{P^{S}\,|\,S\in {\mathcal {Q}}\}}
eine Q-invariante Verteilungsklasse, die sogenannte von dem Wahrscheinlichkeitsmaß {\displaystyle P} erzeugte Skalenfamilie.